# Fritz Krämer (Heimatforscher)

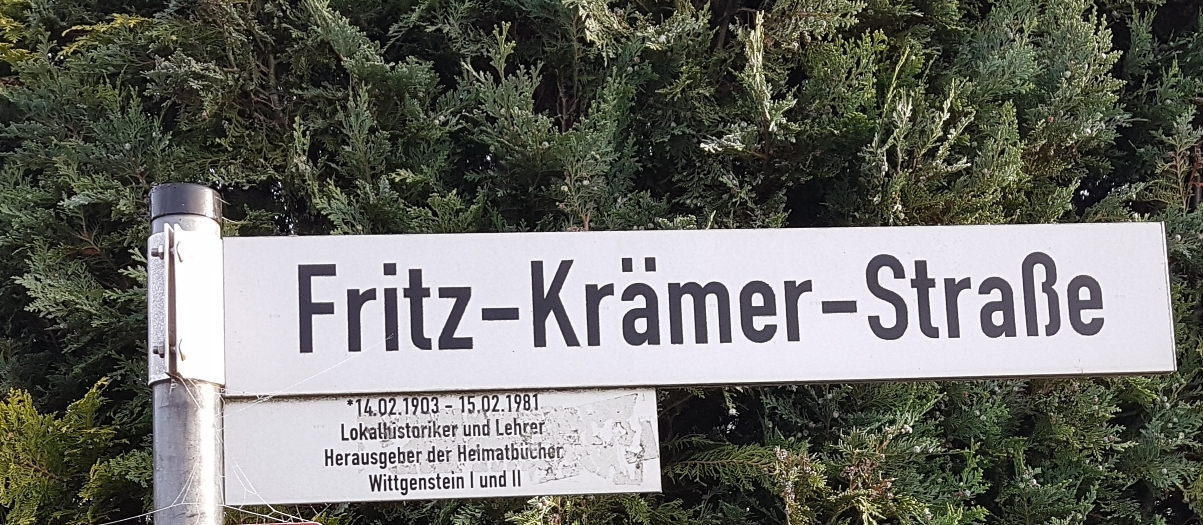
Bad Berleburg, Fritz-Krämer-Straße

Fritz Krämer (* 14. Februar 1903 in Raumland; † 15. Februar 1981 ebenda) war ein deutscher Pädagoge, Herausgeber und Autor umfangreicher Heimatliteratur des Wittgensteiner Landes.

## Leben und Wirken
Fritz Krämer, sein eigentlicher Taufname war Ludwig Friedrich, wurde am 14. Februar 1903 als Sohn des Schreiners Georg Friedrich Krämer und seiner Ehefrau Katharine Krämer, geborene Klinker, geboren. Nach Besuch der Volksschule in Raumland und der Mittelschule in Berleburg wechselte er 1917 zur Präparandenanstalt nach Laasphe, wo er 1920 die Vorbereitungsprüfung bestand. Von 1920 bis 1923 besuchte er das Lehrerseminar in Hilchenbach, fand jedoch als Junglehrer zunächst keine Anstellung. Krämer war danach sechs Jahre in Fremdberufen tätig, so u. a. 2½ Jahre als Schreibkraft im fürstlichen Archiv des Schlosses Berleburg. Dort traf er den jungen Wissenschaftler Günther Wrede, der für seine geplante Dissertation archivalische Quellen untersuchte. Krämer beschaffte ihm die notwendigen Akten und ließ sich dabei von der engagierten Arbeit Wredes inspirieren, selbst als Heimatforscher tätig zu werden. Lehrmittelvertreter und Mitarbeiter des Katasteramtes waren weitere Aushilfstätigkeiten Krämers, bis er 1929 seine erste Anstellung als Volksschullehrer in Dortmund fand. 1930 konnte er zurück in den Kreis Wittgenstein wechseln, nachdem er die Stelle als Lehrer an der Volksschule in Dotzlar erhielt. 1933 trat Krämer dem Nationalsozialistischen Lehrerbund (NSLB) in Wittgenstein bei, 1934 der SA. Die Verwendung in Dotzlar währte bis 1938, unterbrochen von einer halbjährigen Abordnung an eine Schule im damals ostpreußischen Neuhoff, Kreis Lötzen. Am 27. Juni 1937 beantragte Krämer die Aufnahme in die NSDAP und wurde rückwirkend zum 1. Mai desselben Jahres aufgenommen (Mitgliedsnummer 4.568.646). Von 1938 bis 1955 wechselte Krämer zur Volksschule in Richstein. Krämer war Soldat im Zweiten Weltkrieg und geriet 1944 in amerikanische Kriegsgefangenschaft. Nach Kriegsende wurde er 1945 von der britischen Militärregierung als NS-belastet aus dem Schuldienst entlassen, jedoch 1946 wiedereingestellt. Krämer nahm danach seine Tätigkeit als Lehrer in Richstein bis 1955 wieder auf. Von 1956 bis 1968 war er Hauptlehrer an der Alexander-Mack-Schule in Schwarzenau. Nach seiner Pensionierung wurde Krämer gebeten, die Volkshochschule des Kreises Wittgenstein aufzubauen, die er bis 1975 leitete. Der Zweigstelle der VHS in Bad Berleburg stand er noch bis 1978 vor.
Krämer gründete 1931 mit öffentlichen Zuschüssen für die Betreuung Arbeitsloser die Freilichtbühne „Verlassene Halde“ mit 600 Plätzen in einem aufgegebenen Steinbruch bei Raumland, in dem er bis 1936 sehr erfolgreich mit einer Laienspielgruppe Theateraufführungen für die Wittgensteiner Bevölkerung, für Vereine und Schulklassen veranstaltete. Nach seinem Wechsel nach Richstein gründete er auch dort eine Laienspielschar und die Freilichtbühne „Auf der Burg“.
Fritz Krämer begann seine Tätigkeiten in der Heimatforschung bereits in den 1930er Jahren und er publizierte einige Aufsätze zunächst in einer Wittgensteiner Zeitung und im ersten Wittgensteiner Heimatbuch. Nach der Wiedergründung des Wittgensteiner Heimatvereins und seines Publikationsorgans Wittgenstein intensivierte Krämer seine regionalen Forschungen und veröffentlichte seine Arbeiten dort und in einer Mehrzahl anderer Heimatbücher, die auf seine Anregung entstanden und deren Herausgeber er wurde. Ein besonderes Anliegen Krämers war die Mitarbeit in einer Arbeitsgruppe, die seit Beginn der 1960er Jahre damit beschäftigt war, ein Wittgensteiner Heimatbuch in mehreren Bänden zusammenzustellen. An den beiden Bänden Wittgenstein I und II war er als Autor und Herausgeber maßgeblich beteiligt; die Fertigstellung des von ihm mitgestalteten dritten Bandes konnte er nicht mehr erleben.
Fritz Krämer starb am 15. Februar 1981 im Alter von 78 Jahren. Die Stadt Bad Berleburg ehrte den Heimatforscher mit einer Straßenwidmung im Stadtteil Raumland.

## Auszeichnungen
- Bundesverdienstkreuz am Bande, 11. Dezember 1974.[13]

## Publikationen (Auswahl)
- Schiefer aus Raumland in: Wittgensteiner Heimatbuch, Saßmannshausen, 1938.
- (Hrsg.), Wittgenstein Band I und II, Arbeitskreis Heimatbuch, Balve 1962.
- (Hrsg.), Raumland – Beiträge zur Geschichte unseres Dorfes, Raumland 1975.
- (Hrsg.), Wunderthausen – Diedenshausen, Balve 1978.
- Kommunale Selbstverwaltung Wittgensteiner Dörfer im 19. Jahrhundert in Wittgenstein. Blätter des Wittgensteiner Heimatvereins e.V., Jg. 54 (1966), Bd. 30, Heft 4, S. 171–192.
- Der Elsoffer Bauernkrieg. Ein Beitrag zur Geschichte der Dörfer Alertshausen, Beddelhausen und Elsoff (1721–1729) in Wittgenstein, Jg. 56 (1968), Bd. 32, Heft 1, S. 45–56, Wittgenstein, Jg. 56 (1968), Bd. 32, Heft 2, S. 58–80 und Wittgenstein, Jg. 56 (1968), Bd. 32, Heft 3, S. 145–163.
- Von Wilddieberei, Falschmünzerei und gottlosen Anschlägen wider den Landesherren – ein dunkles Kapitel aus der Geschichte Elsoffs (1731–1734) in Wittgenstein, Jg. 57 (1969), Bd. 33, Heft 2, S. 67–74 und Wittgenstein, Jg. 57 (1969), Bd. 33, Heft 3, S. 134–148.
- Zollstöcke, Zölle und Zöllner in Wittgenstein, Jg. 66 (2002), Bd. 90, Heft 2, S. 52–60.